# Stefano Ocera
.
Stefano Ocera (Gorizia, 11 dicembre 1974) è un giocatore di softball italiano.

## Carriera nel baseball
È cresciuto nei Drag Bears, squadra della sua città, debuttando in prima squadra all'età di 14 anni.
Nel 2000 dopo varie esperienze nelle varie serie del campionato italiano approda nei White sox di Buttrio, vincendo con loro il campionato di A2 e fermandosi ad un passo dall'A1 subendo la sconfitta ai play off da parte del Viterbo.
Dopo aver giocato nella maggior parte delle squadre friulane ritorna nei Drag Bears di San Lorenzo Isontino per poi concludere la sua carriera nel baseball con la squadra dell'Europa di Castions delle Mura che nel 2014 milita in serie A.

## Carriera nel softball
Abbandonato il baseball la sua storia agonistica prosegue nel softball maschile.
Milita dal 2015 nella squadra Junior Alpina Fastpitch ed ha partecipato nel 2016 al campionato italiano, classificandosi al secondo posto.
Nel 2016, assieme alla sua squadra ha partecipato alla Supercoppa europea di softball maschile ESCM, qualificandosi per il girone della ESF Cup ed arrivando terzi.
Il suo debutto nella nazionale italiana avviene l'11 luglio 2016, in occasione dei Campionati europei di softball maschile  disputati a Montegranaro.
Il 7 ottobre 2017 con la sua squadra la Jr Alpina Fastpitch, vincendo entrambe le gare scudetto contro la Pro Roma si laurea Campione d'Italia 2017.
Nel 2018 riceve l’ennesima convocazione e veste la maglia della Nazionale Italiana di Fastpitch ai campionati europei svoltisi in Repubblica Ceca.

## Statistiche vita baseball
- B.avg .394
- Hits 711
- Homeruns 51

## Palmarès

### Baseball
- Promozioni:
  1. 2004-2005 serie B
  2. 2007-2008 serie B
  3. 2013-2014 serie A
- Coppa Italia:
  - 2010

### Softball
- Campionati europei:
  - 2016
  - 2018

- Supercoppa Europea:
  - 2016 3º posto ESF
  - 2017

### Campionato Italiano
- 2016 2º classificato
- 2017   Campione d'Italia di Softball Maschile[7]